# Veilchentrogon

Verbreitungsgebiet des Veilchentrogons

Der Veilchentrogon (Trogon violaceus) ist eine Vogelart aus der Familie der Trogone (Trogonidae).
Die Art umfasste früher (mit dem englischen Namen „Violaceous Trogon“) auch den Grünschwanztrogon (Trogon caligatus) und Amazonastrogon (Trogon ramonianus) jeweils als Unterart (Ssp.). Mit der Aufteilung in eigenständige Arten wurde der englische Name auf „Guianan Trogon“ geändert.
Der Vogel kommt in Mexiko, Zentralamerika und im nördlichen Südamerika vor in Venezuela, Trinidad, Französisch-Guayana, Guyana, Suriname und Norden Brasiliens.
Der Lebensraum umfasst feuchtes Tiefland und Vorbergen, Waldränder, Galeriewald, Gärten und baumbestandene Flächen bis 1400 m.
In Gegenden, in denen er zusammen mit dem Schwarzkehltrogon (Trogon rufus) vorkommt, bevorzugt der Veilchentrogon eher offene Flächen, gerne schattige Plantagen.
Der Artzusatz kommt von lateinisch violaceus ‚violettfarben‘.

## Merkmale
Die Art ist 23–25 cm groß und wiegt 38–57 g. Das Männchen hat einen blass blaugrauen Schnabel, der Kopf bis Mitte Brust ist blauviolett, Maske und Kehle sind schwarz, das weiße Brustband geht in helles Gelb der übrigen Unterseite über. Die Oberseite ist metallisch grün, die Flügelspiegel schwarz und weiß marmoriert, wirken aus der Distanz dunkel graubraun. Die Flugfedern sind dunkel, die Handschwingen haben weißliche Außenfahnen. Der vergleichsweise kurze Schwanz ist blauviolett und hat schwarze Spitzen an der Oberseite, unten ist er schwarz-weiß gebändert mit breiteren weißen Spitzen, insgesamt als 3 Binden imponierend. Das Männchen ist der einzige Trogon mit einem gelben Augenring, beim Weibchen ist er weißlich und elliptisch. Das Weibchen hat einen schwärzlichen Schnabelfirst, kein Blauviolett und Grün im Gefieder, der Flügelspiegel ist dicht schwarz-weiß gebändert, der Bauch matter gelb mit etwas grau an den Flanken. Die Schwanzunterseite hat schwarze Innenfahnen und sieht schwarz-weiß und gebändert aus.
Das Jungvogelmännchen hat einen brauneren Flügelspiegel und weniger weiß an der Schwanzunterseite.
Die Art unterscheidet sich vom Grünmanteltrogon (Trogon viridis) durch die gebänderte Schwanzunterseite und das marmorierte Muster auf dem Flügel, beim Weibchen noch durch die weißliche Haut vor und hinter dem Auge. Vom sehr ähnlichen Schwarzkehltrogon (Trogon rufus) unterscheidet sich die Art hauptsächlich durch die blaue Färbung an Kopf und Brust, sowie durch die Lautäußerungen, vom Schwarzkopftrogon (Trogon melanocephalus) schließlich durch die schmale Bänderung des Schwanzes.

## Geografische Variation
Die Art ist monotypisch.

## Stimme
Der Gesang wird als lange Folge schneller, hohl klingender, gleichbleibender oder leicht abfallender Pfeiflaute beschrieben "kyu-kyu-kyu-kyu-kyu-kyu" ohne wie beim Grünmanteltrogon schneller zu werden, höher als die des Schieferschwanztrogons. Die gern von einer Warte aus erfolgenden Rufe erinnern an einen Brasilzwergkauz (Glaucidium brasilianum).

## Lebensweise
Die Art ist ein Standvogel. Die Nahrung besteht aus Früchten, auch Insekten.
Die Brutzeit liegt im Februar in Venezuela, zwischen November bis März und zwischen Mai und Juni in Trinidad. Das Nest wird in sehr großen Wespennestern meist in 10 bis 15 m Höhe angelegt, in Termitennestern, anderen großen Epiphyten oder in verrottenden Baumstümpfen angelegt. Das Gelege besteht aus 2 bis 3 Eiern.

## Gefährdungssituation
Der Bestand gilt als „nicht gefährdet“ (Least Concern).